# Henri Denis (illustrateur)
Pour les articles homonymes, voir Henri Denis et Denis.
 (juin 2011).
Si vous disposez d'ouvrages ou d'articles de référence ou si vous connaissez des sites web de qualité traitant du thème abordé ici, merci de compléter l'article en donnant les références utiles à sa vérifiabilité et en les liant à la section « Notes et références ».
Henri Denis, né le 29 septembre 1940 à Cheratte et mort le 1er septembre 2020 à Comblain-au-Pont, est un illustrateur belge.
Henri Denis a été l'élève de Jean Muller. Comme son maître, il s'est d'abord spécialisé dans le dessin à l'encre de Chine tant en ce qui concerne le paysage que le dessin humoristique. Vers 1985, fasciné par l'Ardenne où il habite il en dessine la faune à l'aide de crayons de couleurs sans pour autant délaisser la plume et l'encre de Chine. Henri Denis travaille plusieurs années pour la revue de la Chambre de Commerce et d'Industrie de la province de Liège ainsi que pour plusieurs publications littéraires telles que Le Chalut et La Plume Ardente. Il participe également à l'illustration de plusieurs journaux d'entreprises, de quartiers et publicitaires. Henri Denis a participé à de nombreuses expositions tant personnelles que de groupes. Actuellement il vit à Remouchamps (Aywaille) en province de Liège.
Dans les années 1970-1980 il côtoie les dessinateurs de BD Mittei et François Walthéry et rencontre le graveur Jean Donnay. Dès 1991, il participe à l'illustration de la revue créée par la poétesse liégeoise Maggy Thiry-Titeux.
-Henri Denis appartient à la petite famille de ceux qui visent moins à s'exprimer au-delà de la réalité qu'à définir celle-ci dans  sa nature profonde. Il y a en effet un aspect « témoin du présent de la ville ». Chez cet artiste dont l'œuvre a un caractère documentaire-qui n'est d'ailleurs jamais en contradiction avec l'esthétique. La sienne est rigoureuse, schématique, austère. De sa plume, Denis précise les contours, impose des limites. Le trait épouse les élans d'une sensibilité qui ose parfois des accents de tendresse.
Jean-Marie Maizière dans L'œil du Cyclope[réf. souhaitée]